# گونه‌های لبه‌ای
گونه‌های لبه‌ای (به انگلیسی: EDGE) دارای فرگشت متمایز و در خطر انقراض جهانی (به انگلیسی: Evolutionarily Distinct and Globally Endangered) گونه‌های جانور هستند که دارای «امتیاز EDGE» بالایی هستند، معیاری که وضعیت حفاظتی در خطر انقراض را با ویژگی‌های ژنتیکی آرایه خاص ترکیب می‌کند. گونه‌های متمایز دارای گونه‌های نزدیک به هم هستند و گونه‌های EDGE اغلب تنها عضو بازمانده از سردهٔ خود یا حتی رتبه آرایه‌شناختی بالاتر هستند؛ بنابراین، انقراض چنین گونه‌هایی بیانگر از دست دادن نامتناسب تاریخ فرگشتی و تنوع زیستی یگانه آنها خواهد بود.
برخی از گونه‌های لبه‌ای، مانند فیل‌ها و پانداها، شناخته شده‌اند و در حال حاضر مورد توجه حفاظتی قابل‌توجهی قرار گرفته‌اند، اما بسیاری از گونه‌های دیگر مانند گرازماهی کالیفرنیا (نادرترین آب‌باز جهان) خفاش خوک‌بینی کیتی (که مسلماً کوچک‌ترین پستاندار جهان است) و مورچه‌خورک منقاربلند تخم‌گذار، در معرض تهدید بالا هستند، اما هنوز به خوبی شناخته نشده‌اند، و اغلب توسط چارچوب‌های حفاظتی موجود نادیده گرفته می‌شوند.
انجمن جانورشناسی لندن برنامه EDGE of Existence را در سال ۲۰۰۷ برای افزایش آگاهی و بودجه برای حفاظت از این گونه‌ها راه‌اندازی کرد. از سال ۲۰۱۹، این برنامه به ۹۷ همکار کمک مالی برای کمک به حفظ ۸۷ گونه مختلف در بیش از ۴۰ کشور اعطا کرده است.

## محاسبه امتیازهای EDGE

### تمایز فرگشتی (ED)
برخی از گونه‌ها متمایزتر از گونه‌های دیگر هستند، زیرا آنها نشان‌دهندهٔ مقدار بیشتری از تکامل یگانه آنها هستند. گونه‌هایی مانند موریانه‌خوار خویشاوندان نزدیک کمی دارند و میلیون‌ها سال است که به‌طور مستقل در حال فرگشت هستند. جانوران دیگری مانند سگ خانگی به‌تازگی منشأ گرفته‌اند و وابستگان نزدیک زیادی دارند. منحصربه‌فرد بودن گونه‌ها را می‌توان به‌عنوان امتیاز «تمایز فرگشتی» (ED) با استفاده از درخت تبارزایی یا درخت فرگشتی اندازه‌گیری کرد. نمره‌های ED نسبت به تبارشاخه‌ای از گونه‌هایی که از یک اجداد مشترک برخاسته‌اند محاسبه می‌شود. سه کلاد که برنامه EDGE of Existence برای آنها امتیاز محاسبه کرده است، همگی رده هستند، یعنی پستانداران، دوزیستان و مرجان‌ها.

### انقراض جهانی (GE)
امتیاز انقراض جهانی (GE)، عددی است که مطابق با وضعیت حفاظتی یک گونه مطابق با اتحادیه بین‌المللی حفاظت از طبیعت با گونه‌های در خطر انقراض بیشتر دارای GE بالاتر است:
| وضعیت حفاظت        | کد    | امتیاز انقراض جهانی |
| ------------------ | ----- | ------------------- |
| منقرض‌شده           | پیشین | -                   |
| منقرض‌شده در طبیعت  | EW    | -                   |
| در بحران انقراض    | CR    | ۴                   |
| گونه در خطر انقراض | EN    | ۳                   |
| آسیب‌پذیر           | VU    | ۲                   |
| نزدیک تهدید        | NT    | ۱                   |
| کمترین نگرانی      | LC    | ۰                   |
| کمبود داده         | DD    | -                   |
| ارزیابی نشده       | NE    | -                   |

### EDGE
امتیاز EDGE یک گونه، از جمع امتیازهای آن برای تمایز فرگشتی (ED) و برای وضعیت در خطر انقراض جهانی (GE) به شرح زیر است:
{\displaystyle {\text{EDGE}}=\ln(1+{\text{ED}})+{\text{GE}}\cdot \ln(2)=\ln[(1+{\text{ED}})\cdot 2^{\text{GE}}]}
این بدان معنی است که دو برابر شدن در ED بر امتیاز EDGE تقریباً به اندازه افزایش سطح یک رده تهدید (مثلاً از "آسیب‌پذیر" به "در خطر انقراض") تأثیر می‌گذارد. امتیازهای EDGE برآوردی از نابودی مورد انتظار تاریخ فرگشت در واحد زمان است.
گونه‌های لبه‌ای (EDGE) گونه‌هایی هستند که دارای امتیاز ED بالاتر از حد متوسط هستند و در معرض خطر انقراض هستند (در بحران انقراض، در خطر انقراض یا آسیب‌پذیر). در حال حاضر ۵۶۴ گونه پستاندار لبه‌ای EDGE (≈۱۲٪ از کل) وجود دارد. گونه‌های بالقوه لبه‌ای (EDGE) آنهایی هستند که امتیازهای ED بالایی دارند اما وضعیت حفاظتی آن‌ها نامشخص است (کمبود داده یا ارزیابی‌نشده).

## گونه‌های لبه‌ای
۲۰ گونه کانونی برتر در سال ۲۰۱۹/۲۰
شماره‌ها به رتبه EDGE اشاره دارند:
۱. اره‌ماهی درازدندان (Pristis pristis)
۲. مورچه‌خورک پوزه‌دراز سر دیوید (Zaglossus attenboroughi)
۳. سمندر غول‌پیکر چینی (Andrias davidianus)
۴. اره‌ماهی سبز (Pristis zijsron)
۵. قورباغه بنفش (Nasikabatrachus sahyadrensis)
۶. قورباغه نخلی سیشل (Sooglossus pipilodryas)
۷. قورباغه‌های سیشل توماسست (Soglossus thomasseti)
۸. شکاف‌دندان هیسپانیولی (Solenodon paradoxus)
۹. مارمولک تمساح چینی (Shinisaurus crocodilurus)
۱۰. سیاه‌هوبره بنگالی (Houbaropsis bengalensis)
۱۱. کرگدن سیاه (Diceros bicornis)
۱۲. مرجان ستاره‌ای کوهستانی (Orbicella faveolata)
۱۳. دلفین رودخانه‌ای گنگ (Platanista gangetica)
۱۴. شتر باختری (Camelus ferus)
۱۵. عقاب فیلیپینی (Pithecophaga jefferyi)
۱۶. قورباغه داروین شمالی (Rhinoderma rufum)
۱۷. لاک‌پشت پوزه‌عقابی (Eretmochelys imbricata)
۱۸. تمساح پوزه‌باریک گنگی (Gavialis gangeticus)
۱۹. پانگولین چینی (Manis pentadactyla)
۲۰. قورباغه لغزنده توگو (Conraua derooi)